# Petar Jelić
Petar Jelić je bivši hrvatski košarkaš. 

## Klupska karijera
Igrao je za Lokomotivu iz Zagreba. Bio je članom sastava koji je igrao odlučujuću prvenstvenu utakmicu protiv splitske Jugoplastike sezone 1970./71. Oba su sastava borila se za svoj prvi naslov državnog prvaka u povijesti. 
Suigrači su mu na toj utakmici bili Milivoj Omašić, Topić, Nikola Plećaš, Dragan Kovačić, Buva, Davor Rukavina, Većeslav Kavedžija, Eduard Bočkaj, Sučević, Damir Rukavina, Rajko Gospodnetić, a trener Mirko Novosel.
S zagrebačkom Lokomotivom osvojio je Kup Radivoja Koraća 1971./72. godine. Pobijedili su u završnici OKK Beograd. Lokomotiva je igrala u sastavu: Nikola Plećaš, Damir Rukavina, Vjenceslav Kavedžija, Rajko Gospodnetić, Milivoj Omašić, Eduard Bočkaj, Ivica Valek, Zvonko Avberšek, Dragan Kovačić, Petar Jelić, Ante Ercegović, Zdenko Grgić, Srećko Šute. Trenirao ih je Marijan Catinelli.